# Сенечеченко Олександр Володимирович
Сенечеченко Олександр Володимирович народився 5 липня 1995 року у с. Петрове Кіровоградської області.
У 2013 після закінчення школи № 7 ім О.С. Пушкіна (нині Гімназія імені Олександра Пушкіна Міської ради міста Кропивницького) вступив до Центральноукраїнського національного технічного університету (ЦНТУ), де здобував освіту за спеціальністю H1 Агрономія. 
З 2017 року по 2020 рік займав посаду менеджера-консультанта по забезпеченню насінням, засобами захисту рослин, добривами ТОВ НВФ «Агросвіт».
Під час виборів 2020 року до Кропивницької міськради болотувався від партії «Слуга Народу», проте депутатом так і не став через брак місць від партії. На цьому політична кар'єра Олександра не завершилась, він активно приймав участь у суспільно політичному житті обласного центру та області. 
З 2023 року почав особливо активно допомагати м. Знам'янка, виділяв кошти для будівництва тренувальних майданчиків і ремонту різноманітних спортивних секцій міста, також деякий час був спонсором ФК «Знам'янка». 
20 березня 2025 року замінив на посаді міського голови звільненого через корупційний скандал колишнього мера міста Сокирка Володимира Феліксовича.